# Hounslow West (metrostation)
Hounslow West is een station van de metro van Londen aan de Piccadilly Line. Het station is geopend in 1884.

## Geschiedenis
Het station is op 21 juli 1884 geopend door Metropolitan District Railway met de naam Hounslow Barrcks. Het station was het eindpunt van een enkelsporige lijn naar het vroegere station Hounslow Town dat later vervangen is door Hounslow East. Dat station was geopend in 1883. Oorspronkelijk waren er geen stations tussen Hounslow Barracks en Osterley & Spring Grove (tegenwoordig slechts Osterley genaamd).
Hounslow Town sloot op 31 maart 1886 en Heston & Hounslow station (nu Hounslow Central), werd de volgende dag (1 April 1886) geopend als vervanging.
In 1903 werd Hounslow Town heropend en treinen werden opgedeeld in Osterley en reden naar Hounslow West en Hounslow Town. Elektrificatie van de District Line sporen vond plaats tussen 1903 and 1905 waardoor elektrische locomotieven de stoomlocomotieven vervingen. Na elektrificatie werd het spoor tussen Osterley en Hounslow Central gesloten en werd een verbinding van Hounslow Town back naar Hounslow Central geopend. Treinen reden van Osterley naar Hounslow Town, veranderden daar van richting en reden dan naar Hounslow West. Deze omslachtige operatie werd in 1909 weer beëindigd en werd Hounslow Town gesloten. In plaats van Hounslow Town werd Hounslow East gebouwd, hoewel het in eerste instantie nog tot 1925 Hounslow Town genoemd werd.
De dienstregeling van de Piccadilly Line die tot Northfields reed sinds januari 1933 werd doorgetrokken naar Hounslow West op 13 maart 1933. Vanaf die datum tot 9 oktober 1964 werd de lijn geëxploiteerd door zowel de District Line als de Piccadilly Line.

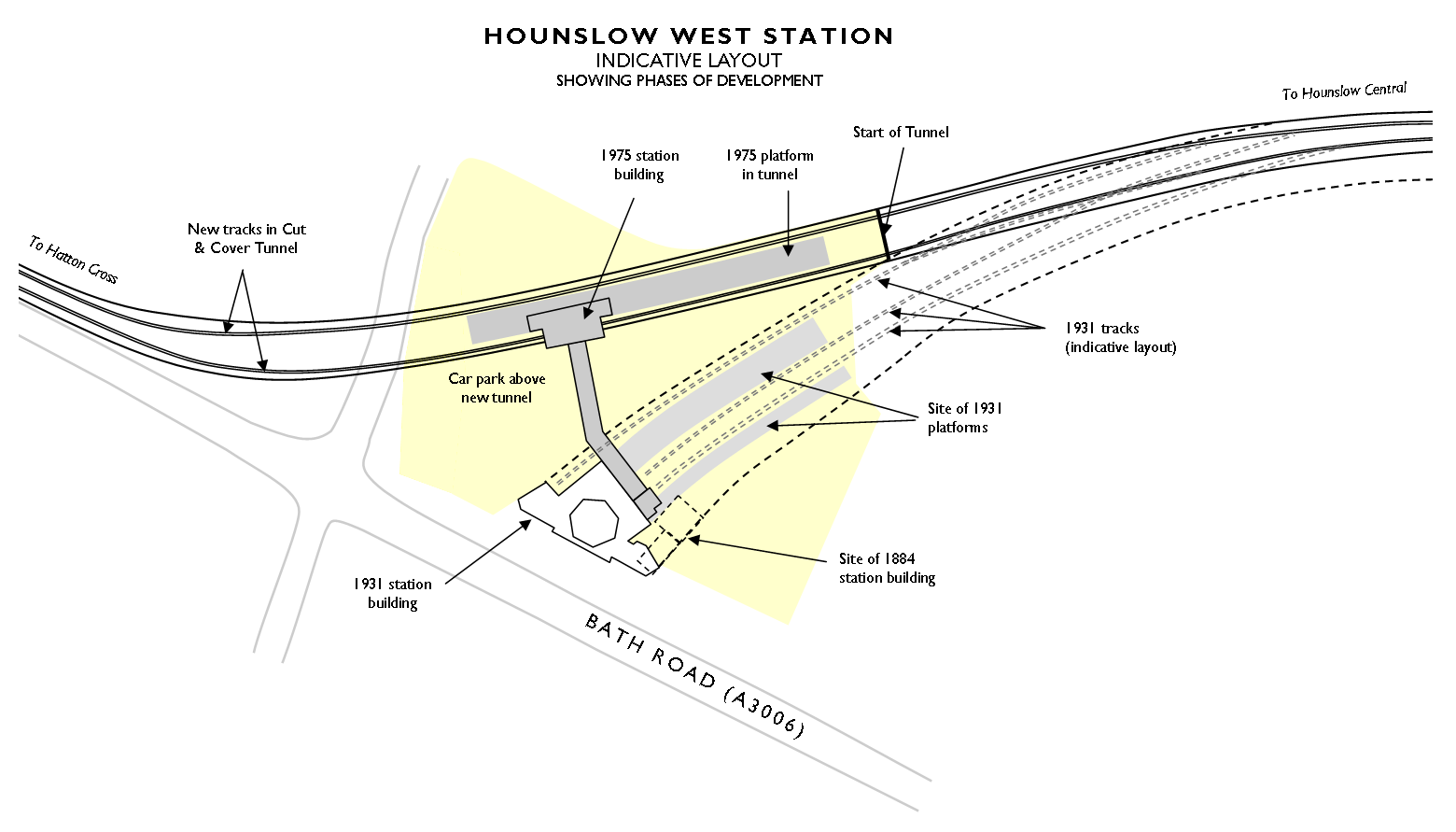
Overzicht van het station Hounslow West

In de jaren 70 werd begonnen met de doortrekking van de Piccadilly Line naar de luchthaven Heathrow. Het oorspronkelijke tracé door Hounslow West werd gewijzigd waarbij een tunnel aangelegd werd met een nieuw stationsgebouw naast het oude. Op 14 juli 1975 werden de nieuwe perrons in gebruik genomen en 5 dagen later werd de lijn naar Hatton Cross geopend.